# アルフレート・フリート
アルフレート・フリート（Alfred Hermann Fried、1864年11月11日 - 1921年5月5日）は、オーストリアの法学者、平和主義者、ジャーナリスト。1911年にトビアス・アッセルとともにノーベル平和賞を受賞した。

## 来歴・人物
フリートは15歳で学校をやめ、以降はウィーンの本屋に通って独学で勉強を行った。1883年にベルリンに転居し、そこで1887年に自ら本屋を開業した。彼はDie Waffen nieder!などの著書を著し、1892年にベルタ・フォン・ズットナーとともに雑誌を創刊した。Die Waffen nieder!と続刊であるDie Friedenswarteの中に収められた論文で、彼の平和主義の哲学を見ることができる。
1892年、彼はドイツで平和運動を起こした一人になった。彼はまた、世界平和を保証するには近代的な組織が必要であるという考えを初めて持った一人であり、この考えは後に国際連盟や国際連合として具現化するに至った。
またフリートはエスペラント語の熱心な支持者であり、1903年にはエスペラント語のテキストであるLehrbuch der internationalen Hilfssprache Esperantoを著している。第一次世界大戦中は永世中立国のスイスに避難し、1921年にウィーンで死去した。